# En cas de bonheur
En cas de bonheur est une série télévisée française de Paul Vecchiali en épisodes de 26 minutes, diffusée du 5 juin 1989 au 8 mars 1990 sur TF1. Rediffusion du 2 octobre 1990 au 9 décembre 1991 sur TF1.

## Historique
La série a été initiée par Bernard Gridaine alias Bernard Kouchner et Pascale Breugnot, sous le titre Villa Villeret. Prévue pour durer 250 épisodes et avec un budget de 135 millions de francs, elle a vu sa fin accélérée après des conflits internes entre la production (SFP) et le diffuseur (TF1)[réf. souhaitée].
Sa diffusion annoncée à grand renfort de publicité  — « le premier téléroman français » — pour 18 h 30 sur TF1 a sans explication été déplacée dès le premier jour de diffusion à 16 h 00 jusqu'au 3 novembre 1989. La diffusion a ensuite été décalée à 11 h 00 du matin jusqu'au 8 mars 1990.
160 épisodes ont été tournés entre février et décembre 1989. Il fallait 10 jours pour tourner 5 épisodes. Deux équipes tournaient en simultané par groupe de 5 épisodes, l'une en extérieur, l'autre en intérieur, ce qui permettrait un glissement des équipes et des comédiens qui passaient d'un plateau à l'autre et d'une équipe à l'autre, parfois dans la journée.
Tournée aux Studios de Bry-sur-Marne, le décor extérieur de l'impasse qui devait être démoli à la fin de la série est toujours présent et a été réutilisé dans de nombreux films, séries et émissions de télévision.

## Fiche technique
- Titre : En cas de bonheur
- Réalisation : Paul Vecchiali, Boramy Tioulong et Dominique Giuliani
- Production : Pascale Breugnot, Sophie Jabès.
- Scénario : Georges Beller, Isabelle de Botton, Frank Le Wita, Brigitte Peskine, Patrick Rambaud, Eric Watton
- Musique : Roland Vincent

## Distribution
- Pierre Semmler
- Agnès Seelinger
- Fernand Berset
- Hélène Roussel
- Anne Aor
- Nathalie Courval
- Raphaëline Goupilleau
- Jean-Christophe Bouvet
- Patrice Valota
- Jacqueline Danno
- Sheila O'Connor
- Liza Braconnier
- Frédérique Ruchaud
- Arnaud Decarsin
- Fabien Remblier
- Raphaëlle Beaugrand
- Denise Bonal
- Vernon Dobtcheff
- Marc Fayolle
- Michel Francini
- Stephan Franck
- Emmanuel Franck
- Christine Lemler
- Sylvie Flepp
- Antonio Cauchois

## Autour de la série
Fabien Remblier (Jérôme dans Premiers baisers) y fait ses débuts.